# أبرشية السريان الكاثوليك في حلب
الأبرشية السريانية الكاثوليكية في حلب (بشكل غير رسمي حلب السريان) هي الكنيسة السريانية الكاثوليكية منطقة كنسية أو أبرشية تابعة لـ الكنيسة الكاثوليكية في سوريا. أبرشية حلب ليست كرسي حضري وهي إعفاء مباشرة إلى بطريرك أنطاكية للسريان الكاثوليك.
تقع مقرها للأسقفية في كاتدرائية سيدة الصعود، في حلب، سوريا.

## التاريخ
تأسست في 28 كانون الثاني (يناير) 1659 باسم أبرشية حلب، على الأراضي السورية في السابق دون وجود عادي أو ولاية قضائية.

## رؤساء الأساقفة
أساقفة حلب
- دنيس ميشيل هاردايا (1817 – 1827)
- ديونيسيوس جورج شلهات (1862 – 1874)، لاحقاً بطريرك أنطاكية على السريان (لبنان) (1874 1874.12.21 – الوفاة 1891.12.08) وأبرخ (أسقف) على ماردين وأميدا السوريين (تركيا) (1888.05.01 – الوفاة 1891.12.08)
- أفرم رحماني (01.05.1894 – 09.10.1898)، سابقًا رئيس أساقفة فخري على الرها في أوسرهوين للسوريين (02.10.1887 – 20.09.1890)، أبرشية (أسقف) من بيروت السوريين (لبنان) (20/09/1890 – 01/05/1894); لاحقاً بطريرك أنطاكية على السريان (لبنان) (1898.10.09 1898.11.28 – الوفاة 1929.05.07)
- ديونيسيو إفريم ناكاسشي (1903.04.05 – الوفاة 1919)
- تيوفيلو غابرييلي تبوني (ديونيزيو) (24.02.1921 – 24.06.1929)، سابقًا الأبرشية المساعدة لـ ماردين وأميدا السوريين (تركيا) (14.09.1912 – 24.02.1921) ) والأسقف الفخري على دناباروم (14/09/1912 – 19/01/1913)، والأسقف الفخري على بثنة السريان (19/01/1913 – 24/02/1921); لاحقاً أبرشية فوق ماردين وأميدا للسريان (تركيا) (24.06.1929 – 24.1962)، بطريرك أنطاكية للسريان (لبنان) (24.06.1929 15.07.1929 – 29.01.1968)، تم إنشاؤه الكاردينال الكاهن من س. الرسولي الثاني عشر (19.02.1935 – 11.02.1965) رقي كاردينال – بطريرك (على أنطاكية السريان) (11.02.1965 – 29.01.1968)
- ديونيسيو حبيب النعساني (13 مارس 1933 - الوفاة 29 أبريل 1949)
- ديونيسيو بيترو هندي (1949.08.05 - الوفاة 1959.03.05)
- دينيس أنطوان حايك (27.05.1959 – 10.03.1968) لاحقاً بطريرك أنطاكية للسريان (لبنان) (10.03.1968 20.03.1968 – 23.07.1998)، رئيس المجمع الكنيسة السريانية الكاثوليكية (1969 – 1998.07.23)
- دنيس فيليب بيلوني (19 أغسطس 1968 - الوفاة 22 ديسمبر 1990)
- ربولة أنطوان بيلوني (01/06/1991 - 16/09/2000) ؛ أسقف فخري على ماردين للسريان (12/07/1983 – 01/06/1991) والنائب البطريركي على النيابة البطريركية في لبنان للسوريين (لبنان السريان) (12.07.1983 – 1984)، التالي النائب العام لأنطاكية السريان (لبنان) (1984 – 1989)؛ لاحقاً أسقف كوريا السريان (2000 – 2011.03.01) ومرة أخرى رئيس أساقفة ماردين السريان (2000.09.16)
- دنيس أنطوان شهادة (13/09/2001)؛ سابقًا الإكسراخ الرسولي من فنزويلا السريان (فنزويلا) (28.06.2001 – 13.09.2001)

## الروابط الخارجية
- الموقع الرسمي (باللغة العربية)
- GCatholic، مع روابط السيرة الذاتية الحالية
- التسلسل الهرمي الكاثوليكي